# Steve Kariya
Steven Tetsuo Kariya (* 22. Dezember 1977 in North Vancouver, British Columbia) ist ein ehemaliger kanadischer Eishockeyspieler.

## Karriere

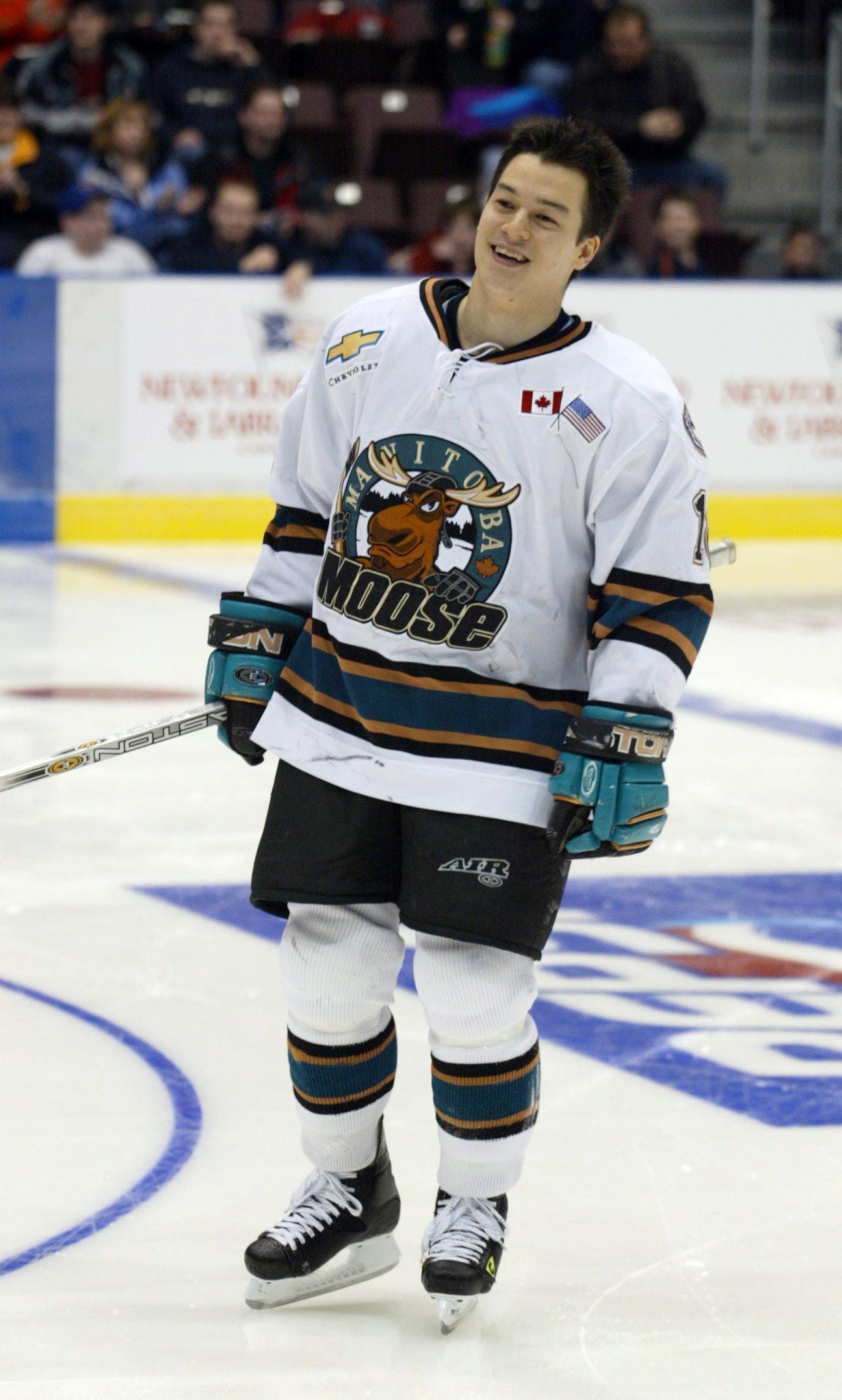
Steve Kariya im Trikot der Manitoba Moose (2002)

Steve Kariya spielte Collegehockey für die Maine Black Bears, das Sportteam der University of Maine, mit denen er in der Spielzeit 1998/99 die Meisterschaft der National Collegiate Athletic Association gewinnen konnte. Nach der Saison schloss der ungedraftete Free Agent seinen ersten Profivertrag mit den Vancouver Canucks aus der National Hockey League ab. Er ist somit einer der wenigen Spieler, die nicht über den NHL Entry Draft den Sprung in die höchste Spielklasse schafften, sondern direkt von einem Team verpflichtet wurden.
Seine Karriere bei den Canucks verlief sehr holprig, in fast vier Jahren kam er auf lediglich 65 Einsätze in der NHL, den Rest der Zeit spielte er meist bei den verschiedenen Farmteams des Franchises. Bemängelt wurde vor allem sein inkonstantes Defensivverhalten. Am 24. Januar 2003 wurde der Angreifer im Tausch gegen Mikko Jokela zu den New York Islanders transferiert. Dort bestritt er allerdings kein einziges Spiel, sondern lief für das Farmteam der Islanders auf, den Albany River Rats aus der American Hockey League.
Mit dem Auslaufen seines Vertrags und dem sich schon damals androhenden Lockout der NHL-Saison 2004/05 entschied Kariya, seine Karriere in Europa fortzusetzen. In seinem ersten Jahr bei Ilves Tampere in der finnischen SM-liiga zeigte er gleich sehr gute Leistungen und erhielt am Ende der Saison die Veli-Pekka-Ketola-Trophäe, die an den Topscorer der Liga vergeben wird. Nach einem weiteren Jahr in Finnland, bei den Espoo Blues, wechselte der schnelle Flügelspieler in die schwedische Elitserien zum Frölunda HC. Der Klub aus Göteborg war amtierender Meister zu der Zeit, und Kariya hoffte mit ihnen endlich seinen ersten Profi-Titel zu gewinnen.
Der Erfolg blieb allerdings aus, und so wechselte er nach nur zwei Spielzeiten in die finnische Liga zurück und unterschrieb einen Vertrag bei HPK Hämeenlinna, für die er eine Saison lang spielte, bevor er innerhalb der Liga zu JYP Jyväskylä wechselte. Mit seinem neuen Verein belegte Kariya am Ende der SM-liiga-Play-offs 2010 den dritten Platz. Danach beendete er seine Karriere.

## Erfolge und Auszeichnungen
| - 1996 Hockey East All-Rookie-Team - 1997 Hockey East Sportsmanship Award - 1998 Hockey East Sportsmanship Award - 1999 Hockey East Sportsmanship Award | - 1999 Hockey East All-Star-Team - 1999 NCAA Division-I-Championship mit der University of Maine - 2002 AHL All-Star Classic - 2005 Veli-Pekka-Ketola-Trophäe |

## Karrierestatistik
(Legende zur Spielerstatistik: Sp oder GP = absolvierte Spiele; T oder G = erzielte Tore; V oder A = erzielte Assists; Pkt oder Pts = erzielte Scorerpunkte; SM oder PIM = erhaltene Strafminuten; +/− = Plus/Minus-Bilanz; PP = erzielte Überzahltore; SH = erzielte Unterzahltore; GW = erzielte Siegtore; 1 Play-downs/Relegation; Kursiv: Statistik nicht vollständig)

## Familie
Kariya stammt aus einer sportbegeisterten Familie. Seine beiden Brüder Paul und Martin sind ebenfalls professionelle Eishockeyspieler. Paul, der älteste der drei, war zwischen dem Ende der 1990er und Beginn der 2000er Jahre einer der besten Flügelstürmer der National Hockey League. Der Jüngste, Martin, kam lediglich in der American Hockey League und in europäischen Spitzenligen zum Einsatz. Ihre Schwester Noriko ist eine professionelle Boxerin.